# Бобринский, Владимир Алексеевич (политик)
Граф Влади́мир Алексеевич Бо́бринский (28 декабря 1867 (9 января 1868), Богородицк, Тульская губерния — 9 ноября 1927, Париж) — русский политический деятель, монархист, член Думы трёх созывов, один из лидеров партии умеренно-правых, лидер неославянского движения. Отец американского филолога Г. В. Бобринского.

## Биография
Каждый день с утра он знает,

С кем обедал Франц-Иосиф

И какую глупость в Думе

Толстый Бобринский сморозил...

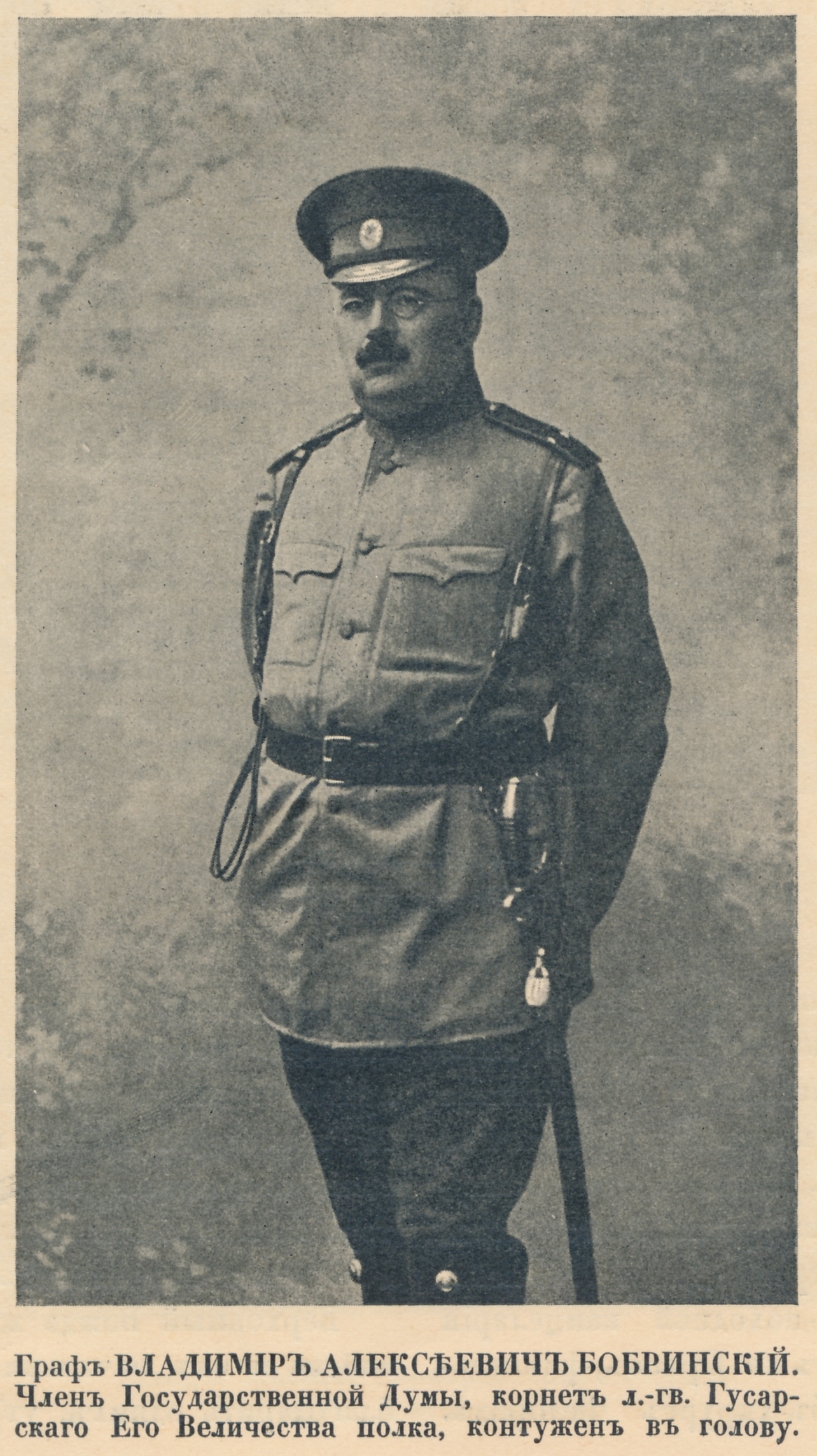
Граф Бобринский во время Первой мировой войны, 1914 год.

Сын министра путей сообщения Алексея Павловича Бобринского. Землевладелец Богородицкого уезда Тульской губернии (3000 десятин).
Высшее образование получал на первом курсе Московского университета, однако вынужден был оставить учёбу из-за участия в студенческих волнениях (1887). Поступил вольноопределяющимся в лейб-гвардии Гусарский Его Величества полк. Затем сдал экзамены в Михайловском артиллерийском училище (1889), вышел в запас в чине корнета (1891). Окончил Эдинбургский университет и Парижскую школу политических наук.
Владелец сахарного завода и 12 тысяч десятин земли.
Гласный Богородицкого уездного (1892) и Тульского губернского (1897) земских собраний, почетный мировой судья (1893). В 1895—1898 годах председатель Богородицкой уездной земской управы, член уездного училищного совета (1897), получил высочайший выговор после публикации письма о голоде в Тульской губернии. Предводитель дворянства Богородицкого уезда (1904).
Один из создателей организации земцев «За царя и порядок», вошедшей в состав тульского отделения «Союза русского народа» (1905), участник Всероссийских съездов земских деятелей, председатель Галицко-русского благотворительного общества (1907), член Общества славянской взаимности, участник Пражского (1908) и Софийского (1910) всеславянских съездов, член Главного совета (1910) и участник съезда (1912) Всероссийского национального союза. Субсидировал русские повременные издания в Австро-Венгрии, объявлен её правительством персоной нон грата, тем не менее выступил на Сиготском процессе в защиту принявших православие русинов (1913).
Трижды избирался депутатом Государственной думы: 2-го (фракция октябристов, затем умеренно-правых), 3-го (фракция умеренно-правых) и 4-го (фракция умеренно-правых и националистов) созывов, он состоял членом Главного совета Всероссийского национального союза.
После начала Первой мировой войны в июле 1914 года поступил корнетом в тот же лейб-гвардии Гусарский полк. Служил ординарцем у командующего VIII корпусом генерала Р. Д. Радко-Дмитриева. В августе 1914 года участвовал в боях, был контужен, награждён орденом Св. Владимира IV степени и произведён в поручики, затем чиновник особых поручений при военном генерал-губернаторе Галиции. В июне 1915 года демобилизовался и вскоре вернулся к парламентской работе, стал одним из лидеров группы прогрессивных националистов в составе Прогрессивного блока (вошёл в состав Бюро). 5 ноября 1916 года избран товарищем председателя Думы.
Обвенчан с Марией Матвеевной Никоновой, пятеро детей, в том числе Георгий.
Член Поместного Собора по избранию от Государственной думы, участвовал до 2 октября 1917 года.
Во время Гражданской войны примкнул к Белому движению. В 1918 году член антибольшевистского Совета государственного объединения России, возглавил монархический союз «Наша родина» (Киев). После поражения белых эмигрировал во Францию.
В 1921 г. член Первого Всезаграничного Церковного Собора и Русской парламентской группы в Югославии, с 1924 г. управляющий на сахарных заводах в Сербии, председатель правления Русского национально-монархического союза в г. Нови-Сад, сотрудник канцелярии великого князя Кирилла Владимировича, сотрудник газеты «Вера и верность», бухгалтер в Париже. Умер скоропостижно в Париже 9 ноября 1927 года, где и похоронен на кладбище Монмартр в семейном склепе.

## Семья

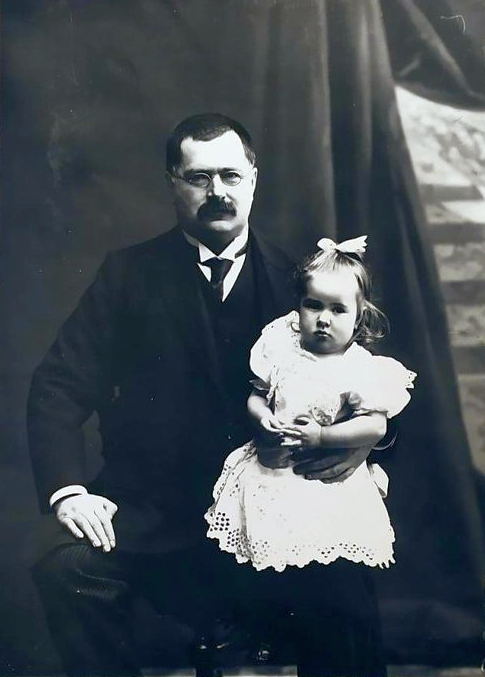
Владимир Бобринский с дочерью Софьей

Жена (с 24 апреля 1900 года) — Мария Матвеевна Никонова (1883—1956), дочь крестьянина села Никитского Матвея Филипповича Никонова. Умерла в Париже. Дети:
- Георгий Владимирович (1901—1985), американский лингвист и филолог.
- Наталья Владимировна (1902—1992), замужем за Леонидом Байдаком[4].
- Юлия Владимировна (1904—1982), в замужестве Огнирская, затем Брагина[4].
- Софья Владимировна (1908—2000), в замужестве Грекова[4].
- Алексей Владимирович (1910—1974)[4].

## Сочинения
- Письма митр. Антонию, еп. Арсению, министру внутренних дел // РГИА. Ф. 1101. Оп. 1. Д. 984. Л. 1-2; Ф. 465. Оп. 1. Д. 14. Л. 7; Д. 26. Л. 113.
- Письмо // Миссионерское обозрение. 1901. № 7/8. С. 66-69
- О конституционалистах-демократах, или Партии народной свободы. Звенигород, 1906.
- Сегодня. 1907. 29 октября.
- Пражский съезд. Чехия и Прикарпатская Русь. СПб., 1909.
- Россия и сокольство. СПб., 1909.
- К русским женщинам. СПб., 1910.
- Мысли и чувства на похоронах П. А. Столыпина // Государственная деятельность председателя Совета министров статс-секретаря Петра Аркадьевича Столыпина. СПб., 1911. Ч. 3. С. 308—314.
- Возвращение в лоно Православной Церкви униатов Червонной Руси и гонение на них со стороны поляков. Минск, 1912.
- Пробный камень славянского братства // Ладо. Сб. литературно-общественный. СПб., 1912. С. 136—141.
- Вестник Всероссийкого национального союза. 1912. № 8.
- Ростовский-на-Дону листок. 1912. 27 мая, 1 июля.
- [Речи] // Националисты в 3-й Государственной думе. СПб., 1912. С. 21, 76-79, 101—104, 129—158, 308—324.
- [Речи] // Государственная дума. IV созыв. Стенографические отчеты. Сессия I—V. СПб., 1913—1917.
- Львовское дело «о государственной измене» (К русской печати). СПб., 1914.